# دیتر کوسلار
دیتر کوسلار (انگلیسی: Dieter Koslar; ۶ مهٔ ۱۹۴۰ – ۱۳ اوت ۲۰۰۲) دوچرخه‌سوار اهل آلمان بود.